# Nicole Provence
Nicole Provence est une écrivaine française. Elle est née le 16 mai 1948 à Châtellerault.

## Œuvres
- La Dernière Cuvée de Marianne, Éd. Arts et littérature, 1998
- La Pierre du diable, Flammarion, 2004  (ISBN 9782080685582)
- L'Étang de la mariée, Éd. du Mot passant, 2006
- Sur les traces du quartanier, Pygmalion, 2006
- Le Gourou des terres froides, Ravet-Anceau, 2008
- Le Secret d'Aiglantine, Calmann-Lévy puis France loisirs Le Grand livre du mois[1], 2017
- La Corde du pendu, Éditions JCL, 2017
- Une promesse si fragile, Éditions JCL, 2017, De Borée, 2019
- L’Impossible Aveu, City Éditions, Éditions JCL (Québec), France Loisirs, 2018
- L’Enfant des Solitudes – La Saga Chèvrefeuilles, Éditions JCL, 2019
- Sarah aux cheveux de feu – La Saga Chèvrefeuilles, Éditions JCL, 2020
- Les Vignes du Pendu, City éditions : Terre d’Histoires, 2020
- L’Étoile de Clara – La Saga Chèvrefeuilles, Éditions JCL Québec 2020
- Le miroir aux revenants, Éditions Ex aequo, 2021  (ISBN 9791038800762)

## Prix et récompenses
- Prix littéraire Gabrielle-d'Estrées en 2004 pour La Pierre du diable.